# Плятерувка (гмина)
Плятерувка (пол. Platerówka) — сельская гмина (волость) в Польше, входит как административная единица в Любаньский повет, Нижнесилезское воеводство. Население 1739 человек (на 2004 год).

## Демография
| Перепись                       | Всего   | Всего | Женщины | Женщины | Мужчины | Мужчины |
| ------------------------------ | ------- | ----- | ------- | ------- | ------- | ------- |
| Единицы                        | человек | %     | человек | %       | человек | %       |
| Население                      | 1739    | 100   | 881     | 50,7    | 858     | 49,3    |
| Плотность населения (чел./км²) | 36,3    | 36,3  | 18,4    | 18,4    | 17,9    | 17,9    |

## Сельские округа
1. Плятерувка
2. Влосень
3. Залипе
4. Пшилясек

## Соседние гмины
1. Гмина Лесьна
2. Гмина Любань
3. Любань
4. Гмина Секерчин
5. Гмина Суликув